# Musée de l'Armagnac
Le musée de l’Armagnac se trouve à Condom (Gers), sur la Baïse qui, étant navigable, faisait de cette ville un centre important dans le négoce des eaux-de-vie. Il présente l’historique et les aspects de la production des eaux-de-vie d’Armagnac.

## Histoire
C’est un musée très ancien, puisqu’il fut créé en 1848, avec principalement des peintures, dons de l’empereur Napoléon III. Il devient progressivement un musée générique, incluant beaux-arts, ethnologie et sciences naturelles. En 1954, il est installé dans le cloître de la cathédrale. Mais ses fonds tendent à disparaître et se disperser, rendant nécessaire une refonte totale, qui est cette fois axée essentiellement sur le produit-phare que représente l’Armagnac. En 1981 le musée s’ouvre dans les dépendances de l’ancien palais des évêques (aujourd’hui occupé par la sous-préfecture). Condom fut en effet, de 1317 à 1790, le siège d’un évêché, dont le plus célèbre évêque fut, très brièvement il est vrai, Bossuet, qui du reste n'y mit jamais les pieds.

## Collections

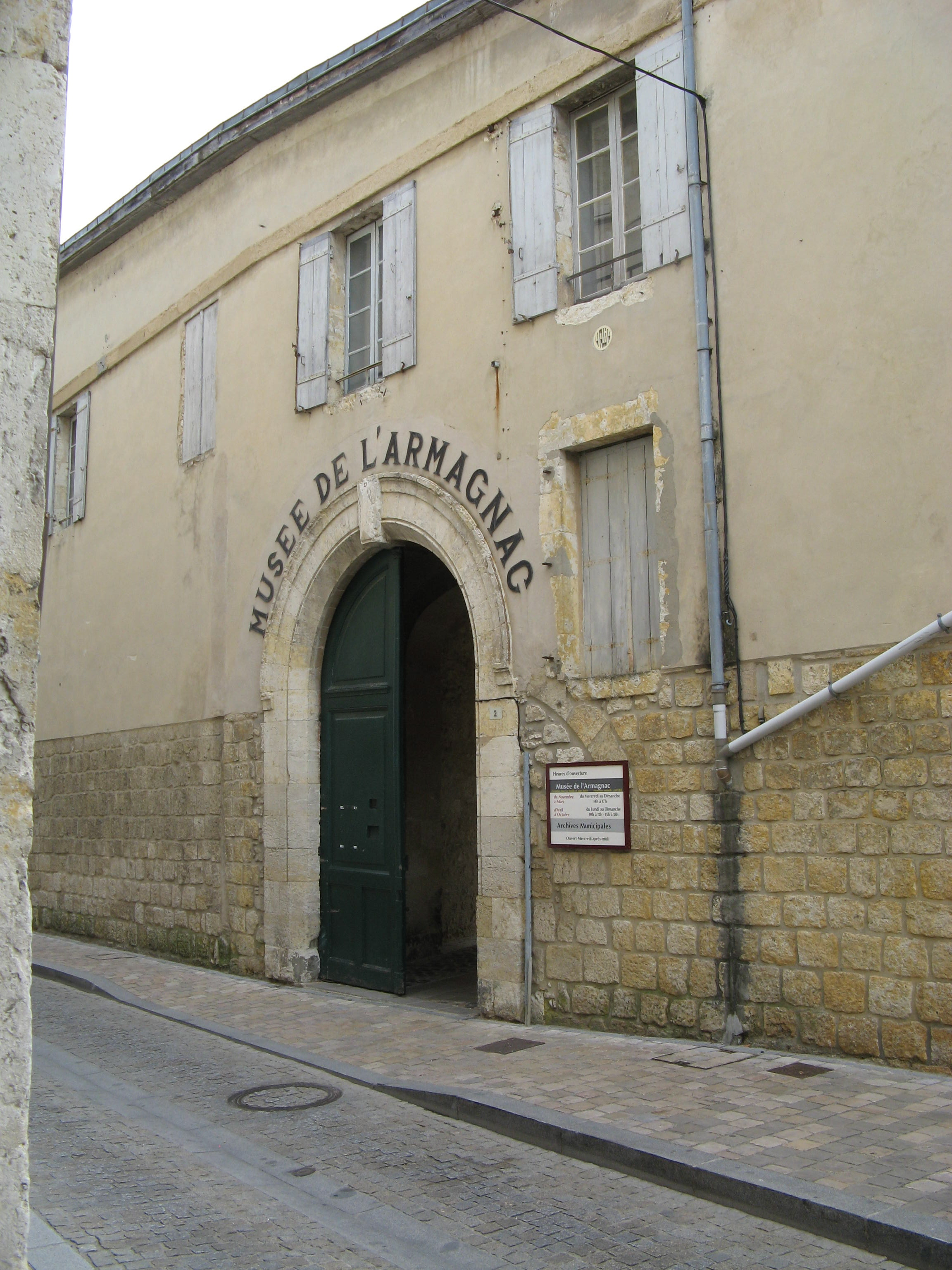
Porte d'entrée

Outre les collections de peintures locales et régionales, plusieurs salles, sous de très belles charpentes du XVIIe siècle, contiennent des objets en relation avec la production de l’Armagnac et l’économie locale et régionale :
- travail des sols
- taille et traitements de la vigne
- protection des récoltes
- vendange, pressage (un pressoir du XIXe siècle, pesant 18 tonnes)
- distillation (alambics)
- poteries, verreries
- art et folklore

Ce musée dépend aujourd'hui du réseau de Conservation départementale du patrimoine, dont le siège est à l'abbaye de Flaran.

## Fréquentation
| Année | Entrées gratuites | Entrées payantes | Total |
| ----- | ----------------- | ---------------- | ----- |
| 2001  | 160               | 7 489            | 7 649 |
| 2002  | 309               | 6 614            | 6 923 |
| 2003  | 97                | 5 636            | 5 733 |
| 2004  | 41                | 4 649            | 4 690 |
| 2005  | 76                | 3 916            | 3 992 |
| 2006  | 324               | 4 792            | 5 116 |
| 2007  | 247               | 4 001            | 4 248 |
| 2008  | 365               | 3 703            | 4 068 |
| 2009  | 398               | 3 687            | 4 085 |
| 2010  | 377               | 3 434            | 3 811 |
| 2011  | 625               | 3 217            | 3 842 |
| 2012  | 453               | 2 654            | 3 107 |
| 2013  | 445               | 2 445            | 2 890 |
| 2014  | 423               | 2 545            | 2 968 |
| 2015  | 243               | 1 107            | 1 350 |
| 2016  | 290               | 1 422            | 1 712 |
| 2017  | 320               | 1 339            | 1 659 |
| 2018  | 437               | 1 264            | 1 701 |
| 2019  | 265               | 724              | 989   |
| 2020  | 154               |                  | 154   |